# 古吕街道
古吕街道，是中华人民共和国河南省驻马店市新蔡县下辖的一个乡镇级行政单位。

## 行政区划
古吕街道下辖以下地区：
和平街社区、西城街社区、人民街社区、胜利街社区、新华街社区、大众街社区、振兴街社区、西郊村、三里湾村、北湖村和东湖村。